# Araneus wulongensis
Araneus wulongensis là một loài nhện trong họ Araneidae.
Loài này thuộc chi Araneus. Araneus wulongensis được miêu tả năm 1992 bởi Da-xiang Song & Zhu.